# Associatieovereenkomst tussen de Europese Unie en Turkije
De overeenkomst tot oprichting van een associatie tussen de Republiek Turkije en de Europese Economische Gemeenschap is een in 1963 ondertekend associatieverdrag dat voorziet in het kader voor samenwerking tussen Turkije en de Europese Economische Gemeenschap, de voorloper van de hedendaagse Europese Unie (EU).

## Totstandkoming
De overeenkomst werd op 12 september 1963 in Ankara ondertekend en trad op 1 december 1964 in werking. Het was het tweede associatieverdrag dat de EU sloot, na het verdrag met Griekenland in 1961. Het doel van de overeenkomst was het bevorderen van "de gestadige en evenwichtige versterking van de commerciële en economische betrekkingen tussen de Partijen [...], met volledige inachtneming van de noodzaak de versnelde ontwikkeling van de economie van Turkije en de verruiming van de werkgelegenheid en de verbetering der levensomstandigheden van het Turkse volk te verzekeren."
De overeenkomst omvat drie fasen:
1. een voorbereidende fase
2. een overgangsfase
3. een definitieve fase

Tijdens de voorbereidende fase zou Turkije zijn economie versterken met steun van de Europese Gemeenschap ten einde de verplichtingen op zich te kunnen nemen die tijdens de overgangsfase en de definitieve fase op dit land zullen rusten.

## Protocollen
Het verdrag bevatte twee protocollen: Protocol No. 1, "Voorlopig Protocol" en Protocol No. 2, "Financieel Protocol". Protocol 1 bevatte enkele voorlopige afspraken voor tabak, rozijnen en krenten, gedroogde vijgen en hazelnoten. het gold voor maximaal 10 jaar. Het streven was, om binnen 5 jaar een "Aanvullend Protocol" overeen te komen. Protocol 2 omvatte een regeling voor "financiering van investeringsprojecten die bijdragen tot verhoging van de produktiviteit der Turkse economie, die de verwezenlijking van de doelstellingen der Overeenkomst bevorderen en die een onderdeel vormen van het Turkse ontwikkelingsplan" via de Europese Investeringsbank. In totaal ging het om maximaal 175 miljoen ecu over de eerste vijf jaar.
Op 23 november 1970 werd een Aanvullend Protocol met 64 artikelen en zes bijlagen en een nieuw Financieel Protocol met 13 artikelen
ondertekend, die op 1 januari 1973 in werking traden. De Bijlage bevat een aantal verklaringen. Het Aanvullend Protocol bevat details over de uitvoering van het associatieverdrag, zoals het vrije verkeer van goederen, de douane-unie en het vrije verkeer van personen en diensten.
In verband met de toetreding van Denemarken, Ierland en het Verenigd Koninkrijk tot de EU werden de protocollen op 30 juni 1973 aangepast. Op 29 juli 2005 vond een soortgelijke wijziging plaats

## Associatieraad EEG-Turkije
Als gevolg van het verdrag werd een Associatieraad in het leven geroepen (Artikel 23) , bestaande uit leden van de EEG landen en Turkije die toezien op de navolging van het verdrag. Het voorzitterschap van de Associatieraad wordt bij toerbeurt voor de tijd van zes maanden uitgeoefend door een vertegenwoordiger van de Europese Gemeenschap en een vertegenwoordiger van Turkije.(Artikel 24)

## Gastarbeiders
In dit kader begonnen Nederlandse bedrijven Turkse gastarbeiders te werven die voornamelijk in verliesgevende sectoren (textiel) met kortlopende contracten werkzaam waren. Op 9 augustus 1964 werd een wervingsovereenkomst getekend tussen Nederland en Turkije. In dit verdrag werd opgenomen dat Turkse gastarbeiders hun spaargeld naar Turkije konden overmaken. Volgens de SER zou het werken in Nederland voor buitenlandse  werknemers financieel meer opleveren gezien het loonniveau in Nederland hoger was dan eigen land. Hierdoor  kon de werknemer een  deel  van  zijn  inkomen  naar  huis  zenden,  waar  de kosten  van  levensonderhoud  lager  waren. Gezien Turkije een  associatieverdrag  met  de  E.E.G. had ze  op  grond  daarvan  een  regeling  inzake  het  vrije  verkeer  van  werknemers.

## Inburgering Turken in de EU
Op basis van het verdrag zijn Turken niet verplicht om in te burgeren in de EU. In 2010 wilde de Nederlandse regering het Associatieverdrag dusdanig aanpassen dat Turken in Nederland onder de inburgeringsplicht vallen. De Centrale Raad van Beroep was in 2011 van oordeel, in een zaak die door het Rijk was aangespannen, dat op basis van het Associatieverdrag, Turken in Nederland niet verplicht zijn in te burgeren. Echter, de inburgeringseis wordt hoogstwaarschijnlijk weer in leven geroepen in 2021. Zo stelde minister Wouter Koolmees in een kamerbrief van 4 februari 2020 dat er op basis van de jurisprudentie van het Hof van Justitie van de Europese Unie het mogelijk zou zijn om een dergelijke eis te hanteren, ondanks het Associatieverdrag.

## Dubbele nationaliteit
Op basis van het verdrag is het mogelijk voor Turkse onderdanen om een dubbel nationaliteit te handhaven mits het verdrag van kracht is. Bij opzegging van het verdrag zal Turkse onderdanen in Nederland de mogelijkheid geboden worden op naturalisatie (met inburgeringscursus) en afstand te doen van de Turkse nationaliteit. Deze zaken zijn onderdeel van het nationaliteitsrecht.

## Opzeggen verdrag
Het verdrag kan alleen opgezegd worden als alle lidstaten unaniem akkoord gaan.